# NGC 6975
NGC 6975 (również NGC 6976, PGC 65620 lub HCG 88C) – galaktyka spiralna (Sbc), znajdująca się w gwiazdozbiorze Wodnika. Należy do zwartej grupy galaktyk Hickson 88 (HCG 88).
Odkrył ją Albert Marth 12 lipca 1864 roku, zaś John Dreyer w swoim New General Catalogue skatalogował jego obserwację jako NGC 6976. Niezależnie odkrył ją Guillaume Bigourdan 23 września 1886 roku, ponieważ jednak pozycje podane przez odkrywców różniły się o kilka minut, Dreyer skatalogował obserwację Bigourdana jako NGC 6975, choć już wtedy podejrzewał, że być może to ten sam obiekt. Niektóre katalogi i bazy obiektów astronomicznych błędnie identyfikują obiekt NGC 6975 jako sąsiednią galaktykę PGC 65612.
W galaktyce tej zaobserwowano supernową SN 2012ga.